# 坎托伊拉
坎托伊拉（意大利语：Cantoira），是意大利北部皮埃蒙特大区都灵省的一个市镇。总面积23.1平方公里，总人口554，人口密度24.0人/平方公里（2010年12月31日）。